# Spaniocentra isiospania
Spaniocentra isiospania là một loài bướm đêm trong họ Geometridae.